# Harry Potter und die Kammer des Schreckens (Computerspiel)
Harry Potter und die Kammer des Schreckens (englischer Originaltitel: Harry Potter and the Chamber of Secrets) ist ein Computerspiel aus dem Jahr 2002, das auf dem gleichnamigen Roman basiert. Eine Besonderheit des Action-Adventures ist, dass die Versionen für verschiedene Plattformen von unterschiedlichen Entwicklungsstudios produziert wurden und im Spielprinzip voneinander abweichen.

## Handlung
Bis auf einige Änderungen (z. B. dass Dobby in dem Spiel nicht vorkommt oder dass man die Legende der Kammer von Professor Flitwick erfährt) entspricht die Story im Großen und Ganzen dem Buch Harry Potter und die Kammer des Schreckens.

## Spielprinzip und Technik
Der Spieler übernimmt die Kontrolle über Harry Potter und erkundet das Schloss und die Ländereien von Hogwarts. Im Laufe des Spiels stößt der Spieler auf Ereignisse, die mit der Handlung des zweiten Harry-Potter-Bandes zusammenhängen. Die Lücken zwischen diesen Ereignissen werden durch verschiedene Unterrichtsstunden geschlossen, in denen der Spieler unter anderem das Fliegen eines Besens und neue Zaubersprüche für den Kampf gegen Bosse lernt. Jeder neue Zauber wird von einer Herausforderung begleitet, die der Spieler in einer bestimmten Zeit bestehen muss, um die Unterrichtsstunde abzuschließen. Während der späteren Teile des Spiels wird der Spieler vor Herausforderungen stehen, die nicht zeitlich begrenzt sind und nicht mit dem Lernen von Zaubersprüchen zusammenhängen. Diese Herausforderungen basieren alle auf Ereignissen aus dem Buch, zum Beispiel das Betreten des Verbotenen Waldes und das Sammeln von Zutaten für einen Trank, den Hermine herstellt.

## Entwicklungs- und Veröffentlichungsgeschichte
Die PlayStation-Version des Spiels ist eine Fortsetzung des Spiels Harry Potter und der Stein der Weisen und wurde wie der Vorgänger von Argonaut Games entwickelt. Sie behält viele Elemente und Grafiken ihres Vorgängers bei, aber einige Orte in Hogwarts wurden erweitert oder verschoben sowie neue Minispiele, die im Verlauf der Handlung gespielt werden, eingefügt. Im Gegensatz zu anderen Versionen sind die meisten neuen Zaubersprüche, die aus dem Besuch von Klassen gelernt wurden, Upgrades aus dem vorherigen Spiel.
Es gibt auch geringfügige Unterschiede zwischen den drei anderen Konsolenversionen des Spiels. Die GameCube-, PlayStation-2- und Xbox-Versionen des Spiels ermöglichen es dem Spieler, auf einen Besen zuzugreifen und in den Freiflugmodus zu wechseln. Während die PlayStation-2-Version es dem Spieler ermöglicht, überall zu landen, sind die Landezonen in der Xbox- und GameCube-Version begrenzt. In der GameCube-Version gibt es eine exklusive Funktion mit GC-GBA-Konnektivität, mit der ein geheimer Raum in der GC-Version geöffnet werden kann, wenn eine Verbindung mit der GBA-Version des Spiels besteht. Die PC-Version des Spiels, die von einem anderen Entwickler als dem der Konsolenversionen erstellt wurde, bietet völlig andere Levels und ein anderes Gameplay als die Konsolenversionen. Das Spiel bietet die gleiche Grafik und das gleiche Charakter-Design wie Harry Potter und der Stein der Weisen Das Spiel behält auch einige der im vorherigen Spiel erlernten Zaubersprüche bei und beinhaltet, dass der Spieler neue Zaubersprüche lernt, indem er mehr Klassen in Hogwarts besucht. Die Game-Boy-Color-Version ist ein typisches Rollenspiel. Harry Potter, Ron Weasley, Hermine Granger und Gilderoy Lockhart sind jedoch an verschiedenen Stellen im Spiel spielbare Charaktere. Die Game-Boy-Advance-Version hat die wenigsten Zauber. Sie basiert auf den Versionen für PS2, Xbox, GameCube und Mac. Es besteht im Gegensatz zu den anderen Versionen hauptsächlich aus Mini-Quests.

## Rezeption
Das Spiel sei motivierend, leicht zu bedienen und voller kleiner Mini-Spiele. Technisch sei es jedoch stark veraltet, der Schwierigkeitsgrad sehr niedrig und auf den Einzelspieler beschränkt. Die Zielgruppe der jungen Potter-Fans werde bedient. Die Spieldauer sei mit etwa 5 Stunden gering. Die Grafik-Engine sei dem Vorgänger sehr ähnlich. Ohne innovative Ideen und ohne spektakuläre Präsentation sei der Titel auf den Konsolen dennoch solide umgesetzt. Die Zauber-Duelle, Quidditch-Partien und die weitläufig umgesetzte Schule motiviere. Der Vorgänger werde deutlich übertroffen. Der Ablauf sei chronologisch enger an der Vorlage, was für Atmosphäre sorge. Die Aufgaben seien vielseitiger und kurzweiliger. Der Feinschliff fehle jedoch. Es gebe Probleme mit Kamera, Steuerung, Dramaturgie und Synchronisation. Auf der PlayStation 2 treten schwere technische Probleme mit der Framerate und der Kollisionsabfrage zu Tage. Die Umsetzung auf dem GameBoy Advance überrasche positiv. Das Abenteuer in isometrischer Perspektive sei aufwendig gestaltet, die Aufgaben abwechslungsreich und voller Mini-Spiele. Die Übersicht gehe teils verloren. Lange Laufwege zehren an den Nerven.